# Willem de Kooning
Pour les articles homonymes, voir Koning.
Willem De Kooning, né le 24 avril 1904 à Rotterdam et mort le 19 mars 1997 à Long Island (New York), est un peintre d'origine néerlandaise, naturalisé américain, précurseur de l'expressionnisme abstrait.
De Kooning peint des figures, des portraits, en utilisant la gouache, l'aquarelle, le pastel, les techniques mixtes ; il est aussi sculpteur et dessinateur.

## Biographie
Le jeune Willem est le fils de Leendert De Kooning, négociant en vin, et de Cornelia De Kooning, née Nobel, qui tient un bar dans le quartier du port de Rotterdam. En 1907, alors qu'il a trois ans, ses parents divorcent. Si son père obtient initialement la garde, Willem finit par rejoindre sa mère et sa sœur aînée, Marie Cornelia, née en 1899.
Entre 1916 et 1920, il est apprenti dans l'entreprise de décoration intérieure de Jan et Jaap Gidding, à Rotterdam. Il suit une formation à l'école des arts et techniques de la ville jusqu'en 1921, pendant qu'il travaille pour Bernard Romein, directeur artistique et designer. Il voyage à travers la Belgique en 1924 et enchaîne différents travaux comme peintre et décorateur. Il retourne à Rotterdam, échoue à finir son apprentissage à l'académie et décide d'émigrer. 
À 21 ans, en 1926, il s'embarque clandestinement pour les États-Unis. Après avoir habité à Newport, en Virginie, puis à Boston et Hoboken, il s'installe à New York où il vit de petits boulots. Il découvre Greenwich Village, le quartier des artistes, et rencontre tout d'abord Stuart Davis et John Graham, puis David Smith, Arshile Gorky et Sidney Janis, marchand d'art influent. C'est là qu'il découvre la peinture de Chaïm Soutine qui le fascine. Il devient membre de l'Artists' Union en 1934 et reçoit ses premières commandes du Works Progress Administration (WPA) dès l'année suivante. Après avoir rencontré le photographe Rudolph Burckhardt, le poète Edwin Denby (son premier client), Ibram Lassaw (en) et le critique d'art Harold Rosenberg, il décide alors, en 1936, de se consacrer entièrement à la peinture.
En 1937, il est désigné pour peindre le mur du hall de la Pharmacie à la Foire mondiale de New York de 1939. Il rencontre Philip Guston et Barnett Newman, ainsi qu'Elaine Fried, qui devient sa femme en 1943. C'est à cette époque qu'il commence sa première série de Women (1938-1944). Il travaille parallèlement sur la création de costumes et de décors pour le ballet Les Nuages au Metropolitan Opera House. En 1942, il participe à l'exposition collective « Peintures américaines et françaises », dans le cadre de laquelle il rencontre Marcel Duchamp et Jackson Pollock. En 1946, il réalise une série d'abstractions en noir et blanc, avant de commencer l'année suivante sa seconde série de Women.
Le peintre Arshile Gorky, avec qui il va partager un atelier en 1947, s'intéresse aussi bien à l'abstraction qu'à la figuration. Grâce à ses conseils, De Kooning « apprend à garder une forme plate tout en donnant l'idée d'un volume. » Ils sont tous deux inspirés par Joan Miró et Picasso.
En avril 1948, il expose pour la première fois seul, à la Charles Egan Gallery. Le Museum of Modern Art (MoMA) est le premier à lui acheter une toile, Painting (1948). À l'invitation de Josef Albers, il enseigne au Black Mountain College, en Caroline du Nord. L'année suivante, il participe avec sa femme Elaine à l'exposition organisée par la Sidney Janis Gallery, intitulée « Artists: Man and Wife ». Il devient par ailleurs membre de The Club, qui regroupe différents artistes.
En 1950, plusieurs de ses œuvres sont sélectionnées par Alfred H. Barr, Jr., directeur du MoMA, pour la 25e Biennale de Venise ; c'est sa première exposition à l'étranger. Il commence à cette époque sa troisième série de Women, tout en enseignant à l’école des beaux-arts et d'architecture de Yale, à New Haven dans le Connecticut. Il publie l'année suivante « What Abstract Art Means to Me » dans le Bulletin du musée d'art moderne. C'est en 1951 qu'il commence à fréquenter avec sa femme la maison des influents galéristes Ileana et de Leo Castelli dans East Hampton, Long Island. Il décide d'installer son atelier dans cette région, à partir de 1961, et s'y installe complètement en 1963.
Après l'accident de voiture qui a coûté la vie à Jackson Pollock, sa muse et maîtresse Ruth Kligman a une relation pendant plusieurs années durant mais par intermittence, de 1957 à 1961, qui scandalise toute leur société, avec Bill de Kooning, considéré à l'époque comme le principal rival de Pollock. Elle voyage avec lui à Cuba, en Italie et en France. Il l'instruit : « Être en relation avec lui, c'était comme obtenir un doctorat en histoire de l'art », confie Kligman. De son côté, il dit d'elle : « Elle me donne vraiment du plomb dans le crayon ». De Kooning intitule d'ailleurs son tableau, Ruth's Zowie, d'après l'exclamation de Kligman en le voyant.
En 1953, il expose plusieurs toiles à la Sidney Janis Gallery sur le thème « Paintings on the Theme of the Woman ». Le MoMA acquiert pour l'occasion Woman I. Il commence en 1955 une série de paysages urbains abstraits. Il se sépare d'Elaine. L'année suivante naît sa fille Johanna Liesbeth (Lisa) qu'il a avec Joan Ward. À partir de 1957, il réalise une série de paysages abstraits.
Il est représenté en 1959, avec cinq de ses toiles, à la Documenta II à Cassel, en Allemagne ; il reproduit l'expérience en 1964, pour la Documenta III, avec quatre nouvelles œuvres. En 1962, il obtient enfin la nationalité américaine. Il a droit à sa première rétrospective dans un musée américain, en 1965, au Smith College Museum of Art, à Northampton dans le Massachusetts ; la même année, il prend position contre la guerre du Viêt Nam.

Seated Woman (1969-1980) à Rotterdam.

En janvier 1968, il se rend pour la première fois à Paris en France, où il expose en juin, chez M. Knoedler et Cie. Il rencontre Francis Bacon à Londres en Angleterre. Il profite de sa tournée européenne pour retourner en Hollande, la première fois depuis 1926, à l'occasion d'une rétrospective au Stedelijk Museum d'Amsterdam. Celle-ci est présentée successivement à la Tate Gallery de Londres, au MoMA de New York, à l'Art Institute of Chicago, ainsi qu'au musée d'art du comté de Los Angeles. L'année suivante, il se rend à Rome en Italie où il exécute ses premières sculptures, puis au Japon, en 1970, où il s'initie aux techniques de dessin japonais, notamment celle du nihonga. Il crée une série de lithographies pour la Hollander Workshop de New York.
En 1974, la galerie nationale d'Australie de Canberra acquiert Woman V pour 850 000 dollars, le plus haut prix jamais atteint alors pour un artiste américain vivant. Neuf ans plus tard, il atteint un nouveau record : sa toile Two Women est vendue chez Christie's à 1,21 million de dollars, nouveau record pour une œuvre d'un artiste vivant de l'après-guerre. En novembre 1989, Interchange (1955), mis aux enchères par Sotheby's, atteint un nouveau record avec 20,8 millions de dollars. En 2015, le tableau est revendu par la fondation Geffen au gestionnaire de fonds de pension Kenneth C. Griffin pour 300 millions de dollars, ce qui en fait le tableau le plus cher au monde. 
En 1978, Elaine, qui a également acheté une maison à East Hampton, renoue avec son mari. Elle meurt d'un cancer du poumon en 1989, à Southampton au Royaume Uni. Sa fille Lisa et John L. Eastman sont nommés par la Cour suprême de New York comme conservateurs des biens du peintre, atteint par la maladie d'Alzheimer et incapable dorénavant de gérer ses affaires ; il continue toutefois à peindre des œuvres qui font l'objet d'expositions.
Willem de Kooning meurt à l'aube de son 93e anniversaire, dans sa maison d'East Hampton.

### Hommage
Une école d'art à Rotterdam – sa ville natale – porte son nom : la Willem de Kooning Academie.

## Style
De Kooning refuse catégoriquement toute affiliation à un mouvement d'art car selon ses dires : 

« le style est une supercherie. […] C'était une idée affreuse de chercher, comme Van Doesburg ou Mondrian, à produire, de toutes pièces, un style. »

Il est cependant rattaché au courant de l'expressionnisme abstrait, ainsi qu'à l’expressionnisme contemporain.

### Citation
« L'art ne semble jamais me rendre paisible ou pur. J'ai toujours l'impression d'être enveloppé dans le mélodrame de la vulgarité. »

## Expositions personnelles (sélection)
- 1948 : Egan Gallery, New York
- 1951 : Egan Gallery, New York, puis Arts Club of Chicago
- 1953 : 
  - « Painting on the theme of the Women », Sidney Janis Gallery, New York
  - « De Kooning 1953-1953 », Museum School, musée des beaux-arts de Boston, puis Workshop Center, Washington.
- 1955 : « Recent Oils by Willem de Kooning », Martha Jackson Gallery, New York
- 1956 :
  - Paul Kantor Gallery, puis Aspen Institute, Colorado
  - « Willem de Kooning: A retrospective Exhibition from public and private collections », Smith College Museum of Art, Northampton, Massachusetts, puis Hayden Gallery, Massachusetts Institute of technology Cambridge
- 1956, 1959 : Sidney Janis Gallery
- 1961 : Paul Kantor Gallery, Beverly Hills, Californie
- 1962 : « Recent painting by Willem de Kooning », Sidney Janis Gallery
- 1964 : 
  - « Women », dessins Hames Goodman Gallery, Buffalo
  - « Retrospective Drawings 1936-1963 », Allan Stone Gallery, New York
- 1966 : « De Kooning's Women », Allan Stone Gallery
- 1984 : Musée national d'art moderne Georges-Pompidou, Paris, après le Whitney Museum of American Art, New York, et l'Akademie der Künste, Berlin
- 2011-2012 : Rétrospective[10], Museum of Modern Art, New York

## Œuvres (sélection)
- Woman, 1952, dessin, 74 x 50 cm[11]
- Interchange, 1955, huile sur toile[12], 200 × 175 cm
- Villa Borghese, 1960, huile sur toile[13], 206,5 x 181,4 cm

## Écrits
- [DE KOONING 1949] Willem de Kooning, « Une vision désespérée (A desperate view) 18 février 1949 », dans [HESS 1968], p. 15-16 ; traduit in Écrits et propos, p. 16-18
- [DE KOONING 1950] Willem de Kooning, « La renaissance et l'ordre (1950) », dans [HESS 1968], p. 141-143 ; traduit in Écrits et propos, p. 19-25
- [DE KOONING 1951] Willem De Kooning, « Ce que l'art abstrait signifie pour moi (5 février 1951) », dans [HESS 1968], p. 143-146 ; traduit in Écrits et propos, p. 26-34

Ses écrits et entretiens ont été recueillis et traduits en français :
- [ENSB 1992] Willem de Kooning (trad. de l'anglais), Écrits et propos, Paris, École nationale supérieure des beaux-arts, 1992, 303 p. (ISBN 2-903639-96-5)

### Traduction
- (en) Cet article est partiellement ou en totalité issu de l’article de Wikipédia en anglais intitulé « Willem de Kooning » (voir la liste des auteurs).